# Michael Altman
Michael Altman –conocido como Mike Altman– (Los Ángeles, 21 de agosto de 1975) es un deportista estadounidense que compitió en remo. Ganó tres medallas en el Campeonato Mundial de Remo entre los años 1998 y 2008.

## Palmarés internacional
| Campeonato Mundial | Campeonato Mundial   | Campeonato Mundial | Campeonato Mundial      |
| Año                | Lugar                | Medalla            | Prueba                  |
| ------------------ | -------------------- | ------------------ | ----------------------- |
| 1998               | Colonia (Alemania)   | Medalla de plata   | Ocho con timonel ligero |
| 2003               | Milán (Italia)       | Medalla de bronce  | Dos sin timonel ligero  |
| 2008               | Ottensheim (Austria) | Medalla de oro     | Ocho con timonel ligero |